# Тростниково (Новосильский район)
Тростнико́во — деревня в составе Зареченского сельского поселения Новосильского района Орловской области России.

## Описание
Расположена в относительно равнинной местности, в 3 км от автодороги Новосиль — Заречье — Верховье, в 5,5 км (по автодороге) от сельского административного центра — села Заречье.
Деревня относилась к приходу Покровской церкви села Заречье. В 1892 году в деревне была открыта школа грамоты.
В 1859 году в деревне насчитывалось 36 крестьянских дворов; в 1915 — 112 дворов.
Уличная сеть деревни ныне (2021) состоит из 3 улиц: Большая, Памяти Воинов, Слободская.

## Население
| Годы      | 1857  | 1859 | 1915 | 2010 |
| --------- | ----- | ---- | ---- | ---- |
| Население | 375 * | 307  | 861  | ↘10  |

*) из них 57 человек — военного ведомства, 318 — крестьяне государственные